# Угаяфукиаэдзу но Микото
Угаяфукиаэдзу но Микото (яп. 鵜葺草葺不合命) (имя обычно сокращают до Угаяфукиаэдзу) — ками, мужское божество японской мифологии — синтоизма. Он является внуком Ниниги-но микото, сыном Хоори-но микото и отцом первого императора Японии, императора Дзимму.

## Мифология
Угаяфукиаэдзу но Микото является сыном Хоори-но микото, сына Ниниги-но микото, внука богини Аматэрасу, посланным её с небес править Землей и Тоётама-химэ дочери морского божества Ватацуми.   
Когда Тоётама-химэ забеременела в подводном дворце рюгу-дзё, расположенном в самом глубоком месте океана, она решила не рожать сына в океане и отправилась на берег. Хоори и Тоётама-химэ построили дом на берегу, в котором она могла бы родить, с крышей из перьев баклана, а не из соломы. Однако когда они заканчивали крышу дома, она начала рожать. 
Перед тем как Тоётама-химэ начала рожать, она сказала Хоори, что, так как все существа находящиеся не в своей стране, во время родов принимают свою первоначальную форму, что бы он не смотрел на неё во время родов. Хоори, подумав, что слова Тоётама-химэ звучат странно, решил подсмотреть, через незаконченную до конца крышу дома за родами жены, а вместо супруги увидел морское чудовище, и от испуга, сразу же убежал. От такого позора Тоётама-химэ сбежала обратно в океан, оставив после себя на берегу, своего новорожденного сына, которого она назвала «Угаяфукиаэдзу но Микото», и решила отправить свою младшую сестру Тамаёри-химэ, чтобы та растила его. Другая легенда гласит, что Тоётама-химэ бросила ребёнка на берегу, и плач новорождённого достиг ушей Тамаёри-химэ, и она решила вырастить ребёнка сама.
Когда Угаяфукиаэдзу но Микото достиг совершеннолетия, он женился на своей тете-воспитательнице Тамаёри-химэ, которая родила ему четырех сыновей - Ицусэ-но микото, Инахи-но микото, Микэну-но микото и Каму-ямато Иварэ-бико но микото. Микэну-но микото отправился в «Токоё», Инахи-но микото вернулся в океан, чтобы быть со своей матерью, в то время как Ицусэ-но микото и Каму-ямато Иварэ-бико но микото будут сражаться, чтобы объединить Японию, и последний станет первым императором Японии. Самый младший из братьев стал первым японским правителем - Императором Дзимму.
Угаяфукиаэдзу но Микото почитается как божество урожая, согласия в браке и родов в Святилище Удо и Святилище Миядзаки префектуры Миядзаки. Его гробница находится на легендарной горе Айра, имя которой носят несколько вершин южного Кюсю.